# Classification internationale des soins primaires
Pour les articles homonymes, voir CISP et ICPC.
La Classification internationale des soins primaires (CISP) est la version française de l’International Classification of Primary Care (ICPC), développée par l’Organisation internationale des médecins généralistes (WONCA). Elle appartient à la famille des classifications de l’Organisation mondiale de la santé (OMS), comme classification associée à la Classification internationale des maladies (CIM). Elle est incluse dans le metathesaurus de l’Unified Medical Language System (UMLS), développé par la National Library of Medicine (NLM) américaine.
Depuis la création de la première version de l’ICPC (ICPC-1) en 1987, elle a été traduite en plus d’une vingtaine de langues. Elle a été publiée en langue française dans sa première version (CISP-1) en 1992, puis dans sa deuxième version (CISP-2) en 2000. Elle est aussi disponible en format électronique (CISP-2-E), permettant son intégration dans les dossiers médicaux informatisés, sous réserve de l’obtention d’une licence d’utilisation.
LA CISP-3 sort en 2022.
Avec les Q codes elle forme la 3CGP,.

## Objet de la CISP
Elle permet de classer et coder trois éléments de la consultation de médecine générale, ou plus généralement de soins primaires. Il s’agit des motifs de rencontre (du point de vue du patient), les appréciations portées par le professionnel de la santé (problèmes de santé diagnostiqués) et les procédures de soins (réalisées ou programmées). Le rapprochement de ces éléments permet de reconstituer des épisodes de soins, ce qui rend la CISP pleinement compatible avec l’orientation par problèmes du dossier médical.

## Structure
La CISP est une classification bi-axiale, dont le premier axe est composé de 17 chapitres désignant chacun un appareil corporel (incluant les chapitres psychologique et social) et le second axe de sept composants (symptômes et plaintes, procédures diagnostiques et préventives, procédures thérapeutiques, résultats d’examens complémentaires, procédures administratives, références et autres motifs de contact, diagnostics et maladies). À chaque rubrique est associée un code comprenant trois caractères alphanumériques, dont une lettre désignant le chapitre suivie de deux chiffres spécifiant la rubrique. La CISP-2 comporte 687 rubriques sans les procédures (composants 1 et 7 seulement), disposant le plus souvent de critères d’inclusion et d’exclusion, et d’une correspondance avec la liste de codes CIM-10.

## Utilisation
- CISP3 francophone[6] et (en)navigateur[7]
- CISP3 manuel CMG[8] aide à codifier le motif de rencontre, Plainte principale (en) ou (en)RFE (Reason For Encounter), avec les maladies, problèmes de santé, la participation, les activités, le statut fonctionnel, les actes ou procédures et les facteurs environnementaux.
- CISP3 enjeux de traduction[9] par Marc Jamoulle (d) et al pour le CISP Club.
- CISP2 : V7[10] dernière version en 2018 propriété de la WONCA.

Elle a été développée initialement pour le recueil manuel et l’analyse épidémiologique des données de consultation en médecine générale. Dans le cadre du Dossier patient informatisé, elle peut être utilisée avec des systèmes d’aide à la décision (diagnostique ou thérapeutique), d’assurance qualité des soins, de surveillance épidémiologique, et de recherche scientifique en soins primaires. Son niveau limité de granularité a conduit au développement de versions étendues, intégrant une terminologie d’interface comme un thésaurus ou une nomenclature. Il existe le plus souvent une correspondance entre ces systèmes terminologiques spécifiques de la médecine générale et la Classification internationale des maladies (CIM-10 CIM-11), et l'ontologie SNOMED CT (en), dans une optique de santé sémantique, ou Santé 3.0 (en), pour l’échange ou au partage de données avec les médecins d’autres spécialités.

## Sources
- Marc Jamoulle, Michel Roland, Jacques Humbert, Jean-François Brûlet. Traitement de l’information médicale par la Classification internationale des soins primaires, deuxième version : CISP-2. Care Edition, Bruxelles, 2000.
- Okkes IM, Jamoulle M, Lamberts H, Bentzen N. ICPC-2-E : the electronic version of ICPC-2. Differences from the printed version and the consequences. Fam Pract 2000 ;17 :101-7.
- Lamberts H, Wood M, Hofmans-Okkes IM. International primary care classifications: the effect of fifteen years of evolution. Fam Pract 1992; 9: 330-9.
- Wood M, Lamberts H, Meijer JS, Hofmans-Okkes IM. The conversion between ICPC and ICD-10. Requirements for a family of classification systems in the next decade. Fam Pract 1992; 9: 340-8.

### Articles annexes
- Classification internationale des maladies
- Codage de l'information
- Diagnostic (médecine)
- Dossier médical
- Médecine générale
- Nomenclature
- Q codes
- Taxinomie
- Terminologie
- Thésaurus documentaire